# هربرت سيدني غرين
هربرت (بيرت) سيدني غرين (بالإنجليزية: Herbert S. Green)‏ (17 ديسمبر 1920 - 16 فبراير 1999) فيزيائي بريطاني-أسترالي. كان غرين طالب دكتوراه للحائز على جائزة نوبل ماكس بورن في أدنبره، حيث شارك في تطوير النظرية الحركية الحديثة.